# Tour de Corse 1984
Il Tour de Corse 1984 valevole come Rally di Francia 1984, è stato la 5ª tappa del mondiale rally 1984. Il rally è stato disputato dal 3 al 5 maggio in Corsica.
Il finlandese Markku Alén si aggiudica il rally distaccando sul podio l'italiano Miki Biasion e il francese Jean Ragnotti.

## Dati della prova
| Rally di Francia 1984               | Rally di Francia 1984                          |
| ----------------------------------- | ---------------------------------------------- |
| Denominazione ufficiale             | Tour de Corse - Rallye de France               |
| Tappa N°                            | 5 di 12                                        |
| Edizione N°                         | 28                                             |
| Data manifestazione                 | da giovedì 03/05/1984 a sabato 05/05/1984      |
| Paese ospitante                     | Corsica                                        |
| Superficie                          | Asfalto                                        |
| Piloti iscritti                     | 158                                            |
| Partiti                             | 155                                            |
| Arrivati                            | 58 (37,4 % )                                   |
| Prove                               | 30                                             |
| La più breve                        | 18,65 km (PS14 Folelli - Ste Lucia de Moriani) |
| La più lunga                        | 83,10 km (PS30 Liamone - Vero)                 |
| Velocità media minore               | 76,56 km/h (PS13 Prunelli - San Pracrazio)     |
| Velocità media maggiore             | 100,40 km/h (PS4 Zeruba - Santa Giulia)        |
| Lunghezza complessiva tappe         | 1,130,29 km (62,2% della distanza totale)      |
| Lunghezza complessiva trasferimento | 487,71 km                                      |
| Distanza totale                     | 1,618.00 km                                    |

## Risultati

### Classifica
| 28º Tour de Corse - Rallye de France 1984 | 28º Tour de Corse - Rallye de France 1984 | 28º Tour de Corse - Rallye de France 1984 | 28º Tour de Corse - Rallye de France 1984 | 28º Tour de Corse - Rallye de France 1984 | 28º Tour de Corse - Rallye de France 1984 | 28º Tour de Corse - Rallye de France 1984 | 28º Tour de Corse - Rallye de France 1984 |
| Classifica generale                       | Classifica generale                       | Classifica generale                       | Classifica generale                       | Classifica generale                       | Classifica generale                       | Classifica generale                       | Classifica generale                       |
| Pos                                       | Pilota                                    | Co-pilota                                 | Auto                                      | Tempo                                     | Distacco                                  | Punti                                     |                                           |
| ----------------------------------------- | ----------------------------------------- | ----------------------------------------- | ----------------------------------------- | ----------------------------------------- | ----------------------------------------- | ----------------------------------------- | ----------------------------------------- |
| 1°                                        | Markku Alén                               | Ilkka Kivimäki                            | Lancia Rally 037                          | 13: 24: 56.0                              | 0.0                                       | 20                                        |                                           |
| 2°                                        | Miki Biasion                              | Tiziano Siviero                           | Lancia Rally 037                          | 13: 29: 11.0                              | + 4: 15.0                                 | 15                                        |                                           |
| 3°                                        | Jean Ragnotti                             | Pierre Thimonier                          | Renault 5 Turbo                           | 13: 33: 16.0                              | + 8: 20.0                                 | 12                                        |                                           |
| 4°                                        | Jean-Pierre Nicolas                       | Charley Pasquier                          | Peugeot 205 Turbo 16                      | 13: 44: 50.0                              | + 19: 54.0                                | 10                                        |                                           |
| 5°                                        | Stig Blomqvist                            | Björn Cederberg                           | Audi Quattro A2                           | 13: 45: 55.0                              | + 19: 54.0                                | 8                                         |                                           |
| 6°                                        | Jean-Claude Andruet                       | Martine Rick                              | Lancia Rally 037                          | 13: 48: 07.0                              | + 23: 11.0                                | 6                                         |                                           |
| 7°                                        | Attilio Bettega                           | Sergio Cresto                             | Lancia Rally 037                          | 13: 55: 40.0                              | + 30: 44.0                                | 4                                         |                                           |
| 8°                                        | François Chatriot                         | Michel Périn                              | Renault 5 Turbo                           | 13: 57: 25.0                              | + 32: 29.0                                | 3                                         |                                           |
| 9°                                        | Guy Fréquelin                             | Tilber                                    | Opel Manta 400                            | 14: 08: 53.0                              | + 43: 57.0                                | 2                                         |                                           |
| 10°                                       | Yves Loubet                               | Patricia Trivero                          | Alfa Romeo GTV6                           | 14: 48: 11.0                              | + 1: 23: 15.0                             | 1                                         |                                           |

### Prove speciali
| Giorno                | Prova | Nome                                    | Lunghezza | Vincitore                     | Tempo    | V. media    | Leader del rally |
| --------------------- | ----- | --------------------------------------- | --------- | ----------------------------- | -------- | ----------- | ---------------- |
| Frazione 1 (3 maggio) | PS1   | Verghia - Pont de Masina                | 38,65 km  | Attilio Bettega               | 25: 41.0 | 90.29 km/h  | Attilio Bettega  |
| Frazione 1 (3 maggio) | PS2   | Sainte Marie Sicche - Moca              | 25,55 km  | Ari Vatanen                   | 17: 40.0 | 86.77 km/h  | Attilio Bettega  |
| Frazione 1 (3 maggio) | PS3   | Petreto - Aullene                       | 20,10 km  | Attilio Bettega               | 13: 31.0 | 89.22 km/h  | Attilio Bettega  |
| Frazione 1 (3 maggio) | PS4   | Zeruba - Santa Giulia                   | 31,04 km  | Attilio Bettega               | 18: 33.0 | 100.40 km/h | Attilio Bettega  |
| Frazione 1 (3 maggio) | PS5   | Sartane - Col de Pelza                  | 47,20 km  | Attilio Bettega               | 30: 14.0 | 93.67 km/h  | Attilio Bettega  |
| Frazione 1 (3 maggio) | PS6   | Aullene - Zivaco                        | 25,90 km  | Attilio Bettega               | 16: 55.0 | 91.86 km/h  | Attilio Bettega  |
| Frazione 1 (3 maggio) | PS7   | Cozzane - Vivario                       | 51,63 km  | Attilio Bettega               | 37: 28.0 | 82.68 km/h  | Attilio Bettega  |
| Frazione 1 (3 maggio) | PS8   | Muracciole - Abbazia                    | 50,50 km  | Ari Vatanen                   | 37: 58.0 | 79.81 km/h  | Ari Vatanen      |
| Frazione 1 (3 maggio) | PS9   | Campoal - Pont de Noceta                | 34,52 km  | Adartico Vudafieri            | 21: 30.0 | 96.33 km/h  | Ari Vatanen      |
| Frazione 1 (3 maggio) | PS10  | Pont d'Altiani - Pont St Laurent        | 56,64 km  | Ari Vatanen                   | 38: 20.0 | 88.65 km/h  | Ari Vatanen      |
| Frazione 1 (3 maggio) | PS11  | Ponte Rosso - Borgo                     | 31,04 km  | Ari Vatanen                   | 38: 20.0 | 88.65 km/h  | Ari Vatanen      |
|                       |       |                                         |           |                               |          |             | Ari Vatanen      |
| Frazione 2 (4 maggio) | PS12  | Rutali                                  | 32,50 km  | Markku Alén                   | 22: 17.0 | 87.51 km/h  | Ari Vatanen      |
| Frazione 2 (4 maggio) | PS13  | Prunelli - San Pracrazio                | 56,21 km  | Markku Alén                   | 44: 03.0 | 76.56 km/h  | Ari Vatanen      |
| Frazione 2 (4 maggio) | PS14  | Folelli - Ste Lucia de Moriani          | 18,65 km  | Ari Vatanen                   | 11: 44.0 | 95.37 km/h  | Ari Vatanen      |
| Frazione 2 (4 maggio) | PS15  | Moriani Plage - Orsoni                  | 20,11 km  | Markku Alén                   | 15: 42.0 | 76.85 km/h  | Ari Vatanen      |
| Frazione 2 (4 maggio) | PS16  | Camp Militaire Corte                    | 58,31 km  | Markku Alén                   | 43: 36.0 | 80.24 km/h  | Ari Vatanen      |
| Frazione 2 (4 maggio) | PS17  | Corte - Taverna                         | 26,68 km  | Ari Vatanen                   | 17: 28.0 | 91.65 km/h  | Ari Vatanen      |
| Frazione 2 (4 maggio) | PS18  | Moltifao - Speloncato                   | 38,16 km  | Ari Vatanen                   | 25: 00.0 | 91.58 km/h  | Ari Vatanen      |
| Frazione 2 (4 maggio) | PS19  | Corbara - Calenzana                     | 23,90 km  | Markku Alén                   | 14: 24.0 | 99.58 km/h  | Ari Vatanen      |
|                       |       |                                         |           |                               |          |             |                  |
| Frazione 3 (5 maggio) | PS20  | Notre Dame de la Serra - Ponte de Fango | 29,03 km  | Attilio Bettega               | 19: 55.0 | 87.45 km/h  | Markku Alén      |
| Frazione 3 (5 maggio) | PS21  | Fango - Ota                             | 49,00 km  | Jean Ragnotti                 | 37: 53.0 | 77.61 km/h  | Markku Alén      |
| Frazione 3 (5 maggio) | PS22  | St Roch - Vero                          | 78,15 km  | Attilio Bettega               | 56: 48.0 | 82.55 km/h  | Markku Alén      |
| Frazione 3 (5 maggio) | PS23  | Tavera - Pont de Mezzana                | 30,60 km  | Attilio Bettega               | 22: 26.0 | 81.84 km/h  | Markku Alén      |
| Frazione 3 (5 maggio) | PS24  | Ste Marie Sicche - Moca                 | 25,50 km  | Jean-Pierre Nicolas           | 18: 36.0 | 82.26 km/h  | Markku Alén      |
| Frazione 3 (5 maggio) | PS25  | Petreto - Aullene                       | 20,10 km  | Attilio Bettega Jean Ragnotti | 14: 54.0 | 80.94 km/h  | Markku Alén      |
| Frazione 3 (5 maggio) | PS26  | Sorbolano - Pont d'Acravo               | 21,69 km  | Jean Ragnotti                 | 14: 38.0 | 88.93 km/h  | Markku Alén      |
| Frazione 3 (5 maggio) | PS27  | Bocca Albitrina - Portiglioli           | 19,33 km  | Attilio Bettega               | 12: 00.0 | 96.65 km/h  | Markku Alén      |
| Frazione 3 (5 maggio) | PS28  | Calvese - Agosta Plage                  | 38,84 km  | Attilio Bettega               | 25: 03.0 | 93.03 km/h  | Markku Alén      |
| Frazione 3 (5 maggio) | PS29  | Plaine de Peri - Capiglioli             | 35,80 km  | Miki Biasion                  | 25: 24.0 | 84.57 km/h  | Markku Alén      |
| Frazione 3 (5 maggio) | PS30  | Liamone - Vero                          | 83,10 km  | Jean-Pierre Nicolas           | 59: 52.0 | 83.29 km/h  | Markku Alén      |